# Anna Kasprzak
Anna Kasprzak, née le 8 décembre 1989 à Grevenbroich, Rhénanie-du-Nord-Westphalie (Allemagne), est une cavalière de dressage danoise.

## Carrière
Anna Kasprzak est la fille de Hanni Toosbuy, l'héritière du fondateur de la multinationale danoise de fabrication de chaussures ECCO, le milliardaire Karl Toosbuy (en), et de Dieter Kasprzak, le PDG d'ECCO, qui est allemand et natif d'Hambourg. Son frère aîné André Kasprzak (né en 1988) est un golfeur professionnel. 
Kasprzak vit à Hambourg jusqu'à l'âge de sept ans, lorsque la famille déménage dans le Jutland du Sud. Elle commence le dressage à quatorze ans. Elle remporte la médaille d'argent de l'épreuve par équipe, les médailles de bronze de l'épreuve individuelle et de la reprise libre aux Championnats d'Europe junior en 2005. 
Aux championnats d'Europe espoir, elle remporte la médaille de bronze de l'épreuve par équipes en 2008, 2009 et 2010 ainsi que dans l'épreuve de reprise libre en 2010.
En 2010, Kasprzak entre au conseil d'administration de l'entreprise familiale ECCO, tout en poursuivant les compétitions équestres.
Elle monte Donnperignon (né en 1999), un hongre finlandais, aussi appelé Pepe. Le cheval fut acheté pour un montant d'un million d'euros, à l'automne 2011, au dresseur allemand Christoph Koschel qui avait remporté la médaille d'argent de l'épreuve par équipes des championnats d'Europe 2011 et la médaille de bronze aux championnats du monde en 2010. De bons résultats début 2012, notamment la victoire dans le grand prix et le grand prix spécial de Mannheim, assurent à Anna Kasprzak et Donnperignon une place aux Jeux olympiques d'été de 2012 à Londres dans l'épreuve individuelle et dans l'épreuve par équipe avec Anne van Olst et Nathalie zu Sayn Wittgenstein. Elle est dix-huitième de l'épreuve individuelle et quatrième de l'épreuve par équipes.
Elle représente le Danemark aux Jeux équestres mondiaux de 2014 : Elle est neuvième de l'épreuve individuelle et septième de l'épreuve par équipes.
Elle participe aux Championnats d'Europe de dressage de 2013, 2015 et 2017. En 2013, elle est septième de l'épreuve individuelle et quatrième de l'épreuve par équipes. En 2015, elle doit renoncer à l'épreuve individuelle à cause d'une blessure juste avant puis prend part à l'épreuve par équipes, où le Danemark est septième. En 2017, elle est huitième de l'épreuve individuelle, le Danemark remporte la médaille d'argent de l'épreuve par équipes.
Elle s'inscrit à la Coupe du monde de dressage de 2013 et 2015, étant également durant la même période championne de Danemark.
Elle est qualifiée pour les Jeux olympiques d'été de 2016 à Rio de Janeiro : Elle est quatorzième de l'épreuve individuelle et sixième de l'épreuve par équipes.
En 2018, Anna Kasprzak accorde sa retraite à Donnperignon, l'année où elle et son compagnon Mathias Skov Rasch deviennent parents, pour la première fois, d'une petite fille née le 10 mai et prénommée Ella. Elle donne, dès lors, moins de priorité à la compétition, pour se tourner surtout vers l'élevage, notamment avec l'achat au printemps 2019 de la jument Addict de Massa (né en 2010) à Andreas Helgstrand, ainsi que de l'étalon Devonport. 
Elle donne naissance à un deuxième enfant, un petit garçon, né le 27 mars 2021.
Elle reprend la compétition en 2023 et remporte, avec Addict de Massa, le Grand Prix du CDI 3* du Mans.